# Quartzsite
Quartzsite é uma vila localizada no estado americano do Arizona, no condado de La Paz. Foi incorporada em1989.

## Geografia
De acordo com o United States Census Bureau, a cidade tem uma área de 95,1 km², onde todos os 95,1 km² estão cobertos por terra.

### Localidades na vizinhança
O diagrama seguinte representa as localidades num raio de 40 km ao redor de Quartzsite.

## Demografia
Segundo o censo nacional de 2010, a sua população é de 3 677 habitantes e sua densidade populacional é de 38,7 hab/km². Possui 3 378 residências, que resulta em uma densidade de 35,5 residências/km².